# Cornelia Catharina Hodshon
Catharina Cornelia Hodshon, ook bekend als Keetje Hodshon, (Haarlem, 24 november 1768 - aldaar, 16 november 1829) was een rijke Nederlandse regentes.

## Biografie
Catharina Cornelia Hodshon werd in Haarlem geboren als dochter van Albertus Hodshon, een linnenkoopman, en Catharina Cornelia van der Graas. De familie Hodshon kwam oorspronkelijk uit Newcastle en was in de zeventiende eeuw neergestreken in Amsterdam. Albertus Hodshon was een van de rijkste mannen van Haarlem, maar omdat hij doopsgezind was, mocht hij geen functie in het stadsbestuur vervullen. 
Hodshons beide ouders overleden nog voor ze twaalf was. Zij en haar twee broers kwamen onder voogdij te staan en er werd een echtpaar aangesteld om voor de opvoeding te zorgen. In haar jeugd maakte ze kennis met het Verlichtingsdenken en de vrijheidsidealen van de patriotten. Op paaszondag 1787 deed Hodshon haar belijdenis en werd ze aangenomen in de Doopsgezinde Gemeente. 
Normaliter zou Hodshon pas over haar erfdeel kunnen beschikken als ze 25 jaar werd. Ze diende een verzoekschrift in om eerder meerderjarig verklaard te worden. Daardoor kreeg ze al in maart 1791, op 22-jarige leeftijd, toegang tot haar kapitaal: een kleine 2 miljoen gulden. Het maakte haar de rijkste vrouw van Haarlem.
In 1793 en 1794 kocht Hodshon enkele huizen aan het Spaarne die ze met de grond gelijk liet maken om plaats te maken voor een stadspaleis. In 1793 gaf ze architect Abraham van der Hart opdracht om voor haar het Hodshon Huis te bouwen. Hodshon is nooit getrouwd. Ze zou van 1795 tot haar dood in 1829 samen met haar personeel in het Hodshon Huis blijven wonen. Uit een boedelinventaris blijkt dat ze het huis volledig toegerust had voor grote onthalen. Toch is er geen bewijs dat het huis in Hodshons tijd ooit voor dit doel is gebruikt. 
In 1793 kocht Hodshon ook de buitenplaats Oud-Berkenroede bij Heemstede. Ze gaf de Duitse tuinarchitect Johann Georg Michael opdracht een nieuwe tuin voor dit landgoed te ontwerpen.
In 1809 kreeg ze voor het eerst een formele maatschappelijke functie, als regentes van het Wijnbergshofje.
Toen Hodshon overleed, was er van haar kapitaal nog maar een kwart over. Tijdens haar leven had ze de zaak van de patriotten en de Bataafse Revolutie met ruime donaties ondersteund. Daarnaast had ze veel geld verloren door de tiërcering van de staatsschuld in 1810 en het ongunstige investeringsklimaat door de politieke onrust in Europa rond 1800.
Na haar overlijden op 16 november 1829 werd Hodshon bijgezet in het familiegraf in de Grote of Sint-Bavokerk. Het Hodshon Huis ging onder de hamer. In 1841 werd de Koninklijke Hollandsche Maatschappij der Wetenschappen (KHMW) eigenaar van het pand en kreeg het alsnog de functie van culturele ontmoetingsplaats die Keetje, met haar Verlichtingsidealen, waarschijnlijk voor ogen heeft gestaan. Haar portret hangt er nog altijd in de bibliotheek. Sinds 1994 reikt de KHMW jaarlijks een aanmoedigingsprijs uit voor jonge onderzoekers in de geesteswetenschappen, die naar Keetje is vernoemd: de Keetje Hodshon Prijs.